# Hollick-Kenyon-Halbinsel
Die Hollick-Kenyon-Halbinsel ist eine Halbinsel, die auf der Ostseite der Antarktischen Halbinsel zwischen dem Mobiloil Inlet und dem Casey Inlet als 65 km langer Fortsatz eines Gebirgsmassivs in nordöstlicher Richtung halbkreisförmig in das Weddell-Meer hineinragt.
Entdeckt und teilweise fotografiert wurde sie vom US-amerikanischen Polarforscher Lincoln Ellsworth bei seinem transantarktischen Flug 1935 von der Dundee-Insel zum Rossmeer. Weitere Luftaufnahmen und erste geodätische Vermessungen erfolgten 1940 bei der United States Antarctic Service Expedition (1939–1941). Benannt ist die Halbinsel nach Ellsworths Piloten Herbert Hollick-Kenyon (1897–1975), dessen Pionierleistungen beim Starten und Landen von Flugzeugen in isolierten Gebieten einen wichtigen logistischen Beitrag zur Erforschung des antarktischen Kontinents lieferten.